# 3 Folies Live
Albums de CharlÉlie Couture
Solo Girls
(1987) La Salle de bain
(1989)
3 Folies Live est le premier album live de CharlÉlie Couture sorti en 1989.

## Historique
L'album, triple en version vinyle, et double en version CD, reprend le programme intégral des trois concerts Solo Boys / Solo Girls enregistrés aux Folies Bergère à Paris.

## Liste des titres de l'album
Tous les titres sont de CharlÉlie Couture, sauf Violente passion, paroles CharlÉlie Couture, musique Tom Novembre.
Version vinyle
| 1. | Introduction + Solo girl | 6:30 |
| 2. | Surya Devi               | 4:45 |
| 3. | Guitarist                | 8:30 |

| 4. | Keep on movin'    | 7:15 |
| 5. | Tu joues toujours | 5:25 |
| 6. | Talking + Rachel  | 3:20 |
| 7. | Violente passion  | 5:45 |

| 8.  | Talking + Jacky                 | 5:45 |
| 9.  | Bémol Boogie                    | 4:35 |
| 10. | Talking + L'histoire de Bernard | 6:40 |

| 11. | Le sens de sa vie           | 3:45 |
| 12. | Cyndie                      | 4:00 |
| 13. | Longues distances / Calling | 5:00 |
| 14. | La Suprême Dimension        | 3:55 |
| 15. | Juanita                     | 3:25 |

| 16. | Soli musiciens + Golden Fish | 18:40 |

| 17. | Aime-moi encore au moins | 4:25 |
| 18. | Elle n'aime pas ça       | 5:00 |
| 19. | Demain ailleurs          | 4:05 |
| 20. | Talking + Solo Boy       | 4:15 |

Version CD
| 1.  | Introduction          | 1:54 |
| 2.  | Solo Girl             | 4:25 |
| 3.  | Surya Devi            | 4:45 |
| 4.  | Guitarist             | 8:30 |
| 5.  | Keep on Movin'        | 7:45 |
| 6.  | Talking               | 1:05 |
| 7.  | Tu joues toujours     | 4:10 |
| 8.  | Talking               | 1:25 |
| 9.  | Rachel                | 2:00 |
| 10. | Violente passion      | 5:45 |
| 11. | Talking               | 3:00 |
| 12. | Jacky                 | 2:40 |
| 13. | Bémol Boogie          | 4:35 |
| 14. | Talking               | 3:10 |
| 15. | L'Histoire de Bernard | 3:30 |

| 1.  | Le Sens de sa vie        | 3:45 |
| 2.  | Cyndie                   | 4:00 |
| 3.  | Talking                  | 1:00 |
| 4.  | Longues distances        | 3:55 |
| 5.  | La Suprême Dimension     | 3:55 |
| 6.  | Juanita                  | 3:25 |
| 7.  | Solo Myriam (Vox)        | 1:10 |
| 8.  | Solo Abraham (Drums)     | 3:27 |
| 9.  | Solo Junior (Basses)     | 1:17 |
| 10. | Solo Alice (Guitares)    | 2:30 |
| 11. | Solo Toops (Sax)         | 2:10 |
| 12. | Solo Elton (Synthés)     | 1:30 |
| 13. | Golden Fish              | 5:00 |
| 14. | Aime-moi encore au moins | 4:25 |
| 15. | Elle n'aime pas ça       | 5:00 |
| 16. | Demain ailleurs          | 4:05 |
| 17. | Talking                  | 2:18 |
| 18. | Solo Boy                 | 4:15 |

## Musiciens
- CharlÉlie Couture : piano, guitare, chant
- Flip' Junior McGonnan : basse, 2e saxophone sur L’histoire de Bernard
- François Abram Causse : batterie
- Elton de Bebey : claviers
- Alice Botté : guitare
- Toop's Bebey : percussions, saxophone
- Myriam Betty : chœurs

### Invités
- Helena Noguerra : voix sur Cyndie
- Ray Lema : piano sur Keep on movin'
- Tom Novembre : voix sur La suprême dimension
- Andres Roé Bandido : guitare espagnole et voix sur Violente passion
- Tom Novembre, Roé Bandido, Helena : chœur sur Elle n'aime pas ça